# Ladislau de Losoncz al II-lea
Ladislau de Losoncz al II-lea (în maghiară Losonczi László) a fost voievod al Transilvaniei între anii 1493-1495.